# 胡载坤
胡载坤（英語：Hu Tsai Kuen，1895年—1984年），原名胡在坤，新加坡医生。

## 生平
胡载坤祖籍福建永定，出生于新加坡。他于1910年赴南京暨南中学堂就读。次年回新后进入英华学校学习英文，并在道南学校特别班补习经学。1914年他通过了剑桥大学本地中学会考，但因第一次世界大战爆发而未能赴英留学。1915年，考入香港大学医学院。胡载坤于1921年学成后返回新加坡，并于次年创办了南洋药房。1933年，扩充成为南洋医院。此后他逐渐成为了驰名新加坡的名医。

## 家庭
胡载坤之妻关馥馨（Margaret Kwan Fu Shing）毕业于上海中西女中，是中国牙医先驱关元昌的孙女。他们育有五子二女，分别为：
- 长子：胡赐德，继承父业主持南洋医院。
- 次子：胡赐明，其妻陈佩贞是著名企业家陈嘉庚的孙女（陈嘉庚次子陈厥祥之女）。[4]
- 三子：胡赐道，著名政治家，曾任新加坡财政部长兼卫生部长。
- 四子：胡赐彰，幼儿科专家，英国伦敦皇家内科医学院院士。
- 五子：胡赐义，新加坡商界人士。
- 长女：胡恂如，嫁给胡先愿之子胡威廉（William Oh）医生。[5]
- 次女：胡威如，赴美国定居。

胡载坤的妻弟关伯谦（Arthur Kwan Pah Chien）为知名眼科医生，曾加入胡载坤主持的南洋医院。他是美国作家关凯文的祖父。